# Бріг (округ)
Бріг (нім. Bezirk Brig) — округ у Швейцарії в кантоні Вале.
Адміністративний центр — Бріг.

## Громади
У таблиці наведено список громад округу станом на 2022 рік, населення та площа станом на 2019 рік.

| Українська назва | Оригінальна назва | Код BFS | Населення | Площа |
| ---------------- | ----------------- | ------- | --------- | ----- |
| Бріг-Гліс        | Brig-Glis         | 6002    | 13079     | 37,7  |
| Еггерберг        | Eggerberg         | 6004    | 338       | 6,0   |
| Натерс           | Naters            | 6007    | 10175     | 147,2 |
| Рід-Бріг         | Ried-Brig         | 6008    | 2111      | 47,6  |
| Сімплон          | Simplon           | 6009    | 300       | 91,0  |
| Термен           | Termen            | 6010    | 971       | 18,7  |
| Цвішберген       | Zwischbergen      | 6011    | 74        | 86,0  |